# Błahowieszczyzna
Błahowieszczyzna, Pakienia (lit. Pakenė) − wieś na Litwie, w rejonie wileńskim, 4 km na zachód od Kowalczuków, zamieszkana przez 284 ludzi.
Znajduje tu się przystanek kolejowy Błahowieszczyzna, położony na linii Wilno - Mińsk.

## Historia
W dwudziestoleciu międzywojennym leżała w Polsce, w województwie wileńskim, w powiecie wileńsko-trockim, do 1 kwietnia 1927 w gminie Rukojnie, następnie w gminie Szumsk.

Po II wojnie światowej w granicach Związku Sowieckiego. Od 1991 na niepodległej Litwie.